# Wolfgang Kühnel (Mathematiker)

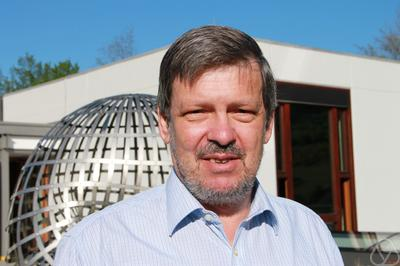
Wolfgang Kühnel

Wolfgang Kühnel (* 1950) ist ein deutscher Mathematiker, der sich mit Differentialgeometrie und kombinatorischer Topologie beschäftigt.
Kühnel wurde 1976 bei Bernd Wegner an der TU Berlin promoviert (Zur Totalkrümmung von Untermannigfaltigkeiten Euklidischer Räume) und ist Professor an der Universität Stuttgart.
Er ist der Autor von über 80 wissenschaftlichen Publikationen und Verfasser eines Standardlehrbuchs der Differentialgeometrie.
Sein Forschungsgebiet umfasst unter anderem kombinatorische Mannigfaltigkeiten sowie Weingarten-Flächen und glatte  Untermannigfaltigkeiten des euklidischen Raums.

## Schriften
- Peter Breuer, Wolfgang Kühnel: The tightness of tubes. In: Forum Mathematicum. 9, 1997, S. 707–720, online.
- Differentialgeometrie. Kurven – Flächen – Mannigfaltigkeiten. 6. Auflage. Springer, Wiesbaden 2013, ISBN 978-3-658-00614-3.
- Differential Geometry: Curves -- Surfaces -- Manifolds, Third Edition, American Math Society (2015)